# Tommy Schwimmer
Tommy Schwimmer (* 25. Oktober 1988 in Vilsbiburg) ist ein deutscher Schauspieler.

## Leben
Tommy Schwimmer besuchte die Fachoberschule in Landshut. Bereits als Jugendlicher spielte er in Kurzfilmen und Abschlussfilmen der Hochschule für Fernsehen und Film München mit.
Von 2002 bis 2005 spielte er die durchgehende Episodenrolle des Cem in der ZDF-Fernsehserie Unter Verdacht. 2003 engagierte ihn der österreichische Regisseur Xaver Schwarzenberger für seinen Fernsehfilm Annas Heimkehr. Daneben übernahm Schwimmer Episodenhauptrollen in verschiedenen Fernsehproduktionen. Schwimmer wirkte für den Bayerischen Rundfunk unter der Regie von Werner Asam in einer Aufzeichnung der Fernsehreihe Der Komödienstadel mit und konnte auf diese Weise Erfahrung als Theaterschauspieler sammeln.
Schwimmer wurde auch für verschiedene Kinoproduktionen verpflichtet. So sah man ihn 2006 in Die Wolke und 2008 in Die Welle.
Besondere Bekanntheit erlangte Schwimmer durch seine Serienhauptrolle als Florian Brunner in der BR-Fernsehserie Dahoam is Dahoam. Seit 2007 spielte er dort an der Seite u. a. von Senta Auth, Heidrun Gärtner und Ursula Erber. Im Februar 2021 erklärte er seinen Ausstieg aus der Serie.

## Filmographie (Auswahl)
- 2002–2005: Unter Verdacht (Fernsehreihe, 4 Folgen)
  - 2002: Verdecktes Spiel
  - 2003: Eine Landpartie
  - 2004: Beste Freunde
  - 2005: Das Karussell
- 2003: Annas Heimkehr
- 2006: Lotta in Love
- 2006: Die Wolke
- 2007: Ein Paradies für Pferde
- 2007–2020: Die Rosenheim-Cops (Fernsehserie, verschiedene Rollen, 11 Folgen)
- 2007–2022: Dahoam is Dahoam (Fernsehserie)
- 2008: Der Komödienstadel (Fernsehreihe, Folge Die Weiberwallfahrt)
- 2008: Der Bulle von Tölz: Bulle und Bär (Fernsehreihe)
- 2008: Die Welle
- 2019: Der Komödienstadel (Fernsehreihe, Folge Ein Bayer in der Unterwelt)
- 2020: SOKO München: Countdown (Fernsehserie)
- 2022: SOKO Linz (Fernsehserie, Folge Der Linz-Ripper)
- 2023: Hubert ohne Staller (Fernsehserie, Folge Das letzte Abendmahl)
- 2024: Die Chefin (Fernsehserie, Folge Fremdbestimmt)